# Richard Heinze
Richard Heinze (Amburgo, 11 agosto 1867 – Bad Wiessee, 22 agosto 1929) è stato un filologo classico e latinista tedesco.

## Biografia
Docente all'Università di Berlino dal 1900, passò nel 1903 all'Università di Königsberg per poi stabilirsi definitivamente a Lipsia nel 1906.
Autore del fondamentale lavoro La tecnica epica di Virgilio (1903), nel 1919, in un saggio su Ovidio, definì le Metamorfosi un poema epico, basandosi sul metro di scrittura (l'esametro) e sul confronto di un episodio narrato sia nel grande poema ovidiano sia nei Fasti (il rapimento di Proserpina).